# Alconchel de Ariza
Alconchel de Ariza ist ein nordspanischer Ort und eine Gemeinde (municipio) mit 78 Einwohnern (Stand: 2024) im äußersten Westen der Provinz Saragossa in der Autonomen Gemeinschaft Aragonien. Die Gemeinde gehört zur bevölkerungsarmen Serranía Celtibérica.

## Lage und Klima
Alconchel de Ariza liegt etwa 142 km (Fahrtstrecke) südwestlich der Stadt Saragossa nahe der Grenze zur altkastilischen Provinz Soria in einer Höhe von ca. 895 m. Die historisch bedeutsame Kleinstadt Medinaceli befindet sich gut 41 km südwestlich. Das Klima ist gemäßigt bis warm; Regen (ca. 455 mm/Jahr) fällt mit Ausnahme der eher trockenen Sommermonate übers Jahr verteilt.

## Bevölkerungsentwicklung
| Jahr      | 1857 | 1900 | 1950 | 2000 | 2017 |
| Einwohner | 598  | 681  | 677  | 162  | 70   |

Die Mechanisierung der Landwirtschaft, die Aufgabe bäuerlicher Kleinbetriebe und der damit verbundene Verlust von Arbeitsplätzen führten in der zweiten Hälfte des 20. Jahrhunderts zu einem deutlichen Rückgang der Bevölkerungszahl (Landflucht).

## Wirtschaft
Jahrhundertelang lebten die Bewohner des Ortes direkt (als Tagelöhner) oder indirekt (als Händler oder Handwerker) von der Landwirtschaft, wozu auch die Viehzucht (Schafe, Ziegen, Hühner) gehörte. Sie bearbeitete die Ländereien der Grundherrenfamilie sowie die eigenen Felder und Gärten. Hauptsächlich im Sommer werden viele Häuser als Ferienwohnungen (casas rurales) vermietet.

## Geschichte
Aus keltiberischer, römischer und westgotischer Zeit wurden bislang keine Funde gemacht.
Im 8. Jahrhundert drangen arabisch-maurische Heere bis in den Norden der Iberischen Halbinsel vor; aus dieser Zeit stammt wahrscheinlich auch der Ortsname. Die Gegend wurde nach der Rückeroberung (reconquista) der Stadt Saragossa im Jahr 1118 durch den aragonesischen König Alfons I. wieder christlich. Im Jahr 1381 kam der Ort zur „Markgrafschaft Ariza“, im Jahr 1475 schließlich zur kastilischen Grafschaft Medinaceli, welche kurz darauf zum Herzogtum erhoben wurde.

## Sehenswürdigkeiten

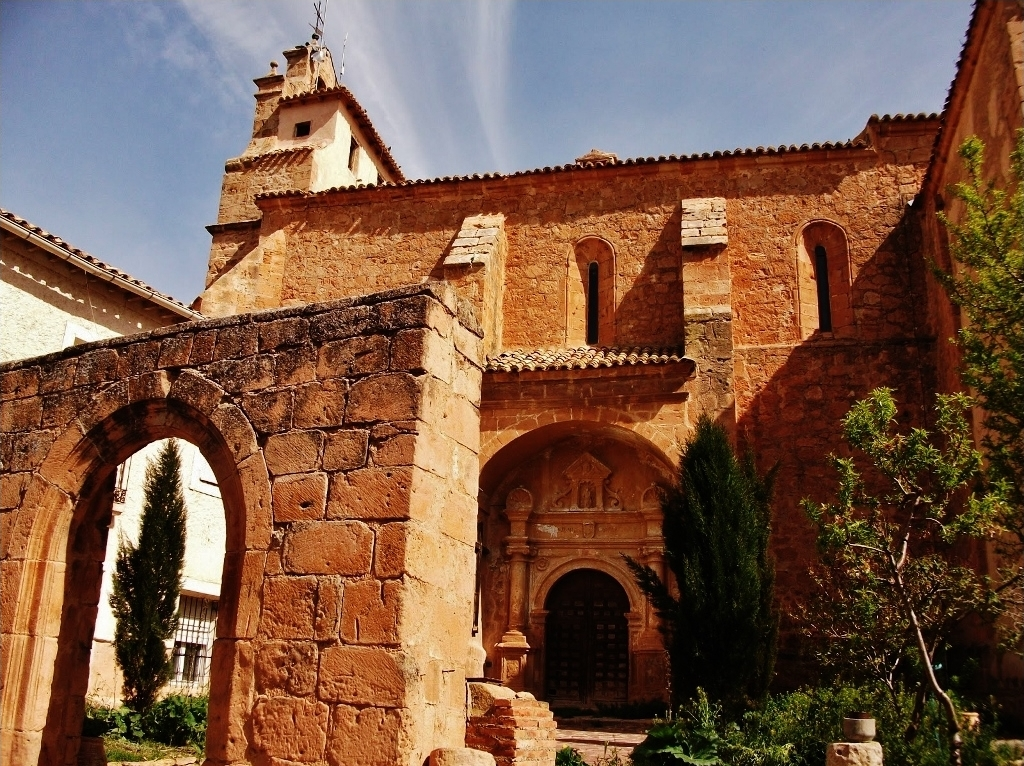
Kirche Nuestra Señora de la Leche

- Einzige Sehenswürdigkeit des Ortes ist die um das Jahr 1600 erbaute Kirche Nuestra Señora de la Leche, deren portallose Westfassade von einem dreigeteilten Glockengiebel (espadaña) überhöht wird. Das Renaissanceportal befindet sich auf der Südseite; es führt in das von einem einfachen Sterngewölbe überspannte Kirchenschiff. Die polygonal gebrochene Apsis enthält ein geschnitztes Altarretabel (retablo).
- Auf dem Platz im Ortszentrum befindet sich eine langgestreckte Viehtränke (abrevadero).
- Am Rathaus ist eine Sonnenuhr (reloj del sol) aus dem 19. Jahrhundert angebracht.

Umgebung
- In der Umgebung des Ortes finden sich mehrere Einsiedlerkapellen (ermitas) und Bildstöcke (peirónes).